# معهد العلاقات الدولية والاستراتيجية
معهد العلاقات الدولية والاستراتيجية (بالفرنسية: Institut de relations internationales et stratégiques)‏ هو معهد أبحاث وخلية تفكير (Think Tank) فرنسي تأسس في 1991، يهتم بمجالات الجيوسياسة والعلاقات الدولية والاستراتيجية. يديره المختص في الجيوسياسة باسكال بونيفاس، بينما رئيس مجلس الإدارة هو آلان ريتشارد.

أطلق المعهد في 2002 مدرسته الجيوسياسية التي توفر شهادة ماجستير.

المعهد مصنف في 2018 كثاني أفضل وأقوى خلية تفكير في فرنسا، ومن بين الثلاثين الأوائل في أوروبا الغربية، وذلك حسب تصنيف جامعة بنسيلفانيا.

## مقالات ذات صلة
- علاقات دولية
- جيوسياسية

## روابط خارجية
- الموقع الرسمي.